# عبد العزيز الدهلوي
عبد العزيز الدهلوي (1159 - 1239 هـ / 1746 - 1823 م) هو عالم و شاعر مسلم، من أهل الهند. هو عبد العزيز بن ولي الله بن عبد الرحيم العمري الدهلوي. أخذ عن نور الله البرهانوي، ومحمد أمين الكشميري ومحمد عاشق البهلني.

## آثاره
من آثاره «التحفة الإثني عشرية» و«بستان المحدثين» و«ميزان البلاغة» و«ميزان الكلام» و«السر الجليل في مسألة التفضيل» وو «سر الشهادتين في شهادة الحسنين» و«فتح العزيز».